# Pedal (piano)
En un piano, el pedal es un dispositivo instrumental que sirve para alterar el sonido que produce el instrumento. Un piano moderno tiene normalmente tres pedales, aunque hoy en día, todavía hay pianos que tan solo tienen dos pedales ( los que han sido fabricados a principios del siglo XX), estos dos son el pedal de resonancia y el una corda o "celeste". Pero en épocas anteriores se experimentó mucho, con registros de laúd, fagot y otros efectos incluso más extravagantes, no siendo raro encontrar pianos antiguos con más de cuatro pedales. Beethoven poseyó un piano Érard con 4 pedales, uno de ellos partido, lo que hacía un total de 5.
Existen otros instrumentos musicales que también presentan pedales, como son por ejemplo la celesta, el vibrafón, el clavecín, los timbales modernos o el arpa, todos ellos con diferentes funciones.

## Piano de cola

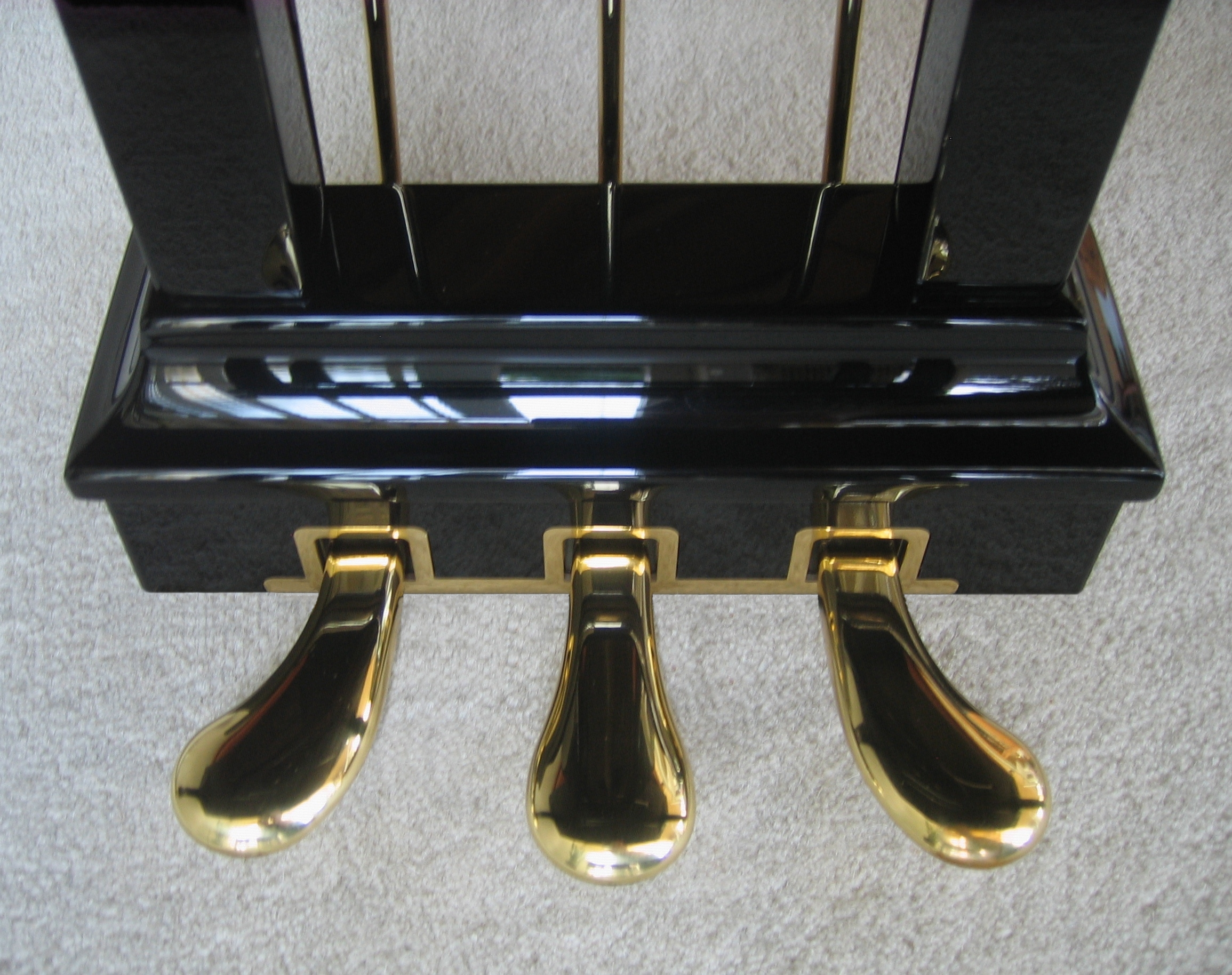
Tres pedales de un piano de cola.

Un piano de cola moderno tiene normalmente tres pedales.

### Unicordio,una cordao celeste
El unicordio, también llamado una corda o celeste. Se encuentra a la izquierda y desplaza los macillos hacia un lado, de modo que, según el ajuste que se le dé, los macillos golpean sobre dos de las tres cuerdas y en la zona del fieltro donde habitualmente no lo hacen. El resultado sonoro es, por un lado, una reducción en el ataque y, al mismo tiempo, la cuerda que no es golpeada vibra por simpatía, produciendo una diferencia en la fase de la vibración, lo que en términos generales se traduce no en una reducción de la intensidad (como en el pedal izquierdo de los pianos verticales), sino en una modificación del timbre. El sonido "cambia de color" y la duración de la nota es más uniforme y dulce.

### Sostenuto, tonal o central
El pedal tonal o central (como su nombre indica, se sitúa en el centro), también llamado pedal de sostenuto, del italiano sostenido, (que también se encuentra en algunos modelos verticales de Yamaha), sirve para crear el efecto llamado nota pedal, que consiste en mantener durante un tiempo determinado la misma nota o acorde; a diferencia del pedal de resonancia, la nota pedal no se ve alterada por las que se toquen después. El efecto se consigue pulsando primero las notas deseadas y después mantener pulsado el pedal mientras mantenemos las notas pulsadas; una vez hecho esto estas notas permanecerán sonando sin verse alteradas por las que se toquen después, a diferencia del pedal de resonancia que las va sumando.

### De resonancia
Situado a la derecha del piano, el pedal de resonancia al ser pisado libera los apagadores de las cuerdas, lo que permite que la nota siga sonando aunque se haya dejado de pulsar la tecla, añadiendo además una gran cantidad de armónicos de otras cuerdas que vibran por simpatía, aumentando de este modo el volumen sonoro y, en su caso mezclando notas, acordes y armonías diversas, pero usado con destreza también permite pequeños efectos sutiles de expresión, cantabilidad, fraseo o acentuación. En cuanto a la interpretación, dependerá del estilo y de la elección del pianista, que deberá dosificar y cambiar más o menos a menudo según la armonía, la textura y las más o menos definidas indicaciones de la partitura.Se puede pisar al fondo,a la mitad para menos resonancia y a la cuarta parte para un pequeño efecto de eco. Es el pedal más usado.

## Piano vertical o de pared
La disposición en un piano vertical es ligeramente diferente. 

### De aproximación
El pedal de aproximación, también llamado celeste pero no unicordio, se encuentra a la izquierda pero en este caso difiere del piano de cola. Al pulsarlo el mecanismo acerca los macillos a las cuerdas, con lo que, a menor distancia para percutir, menor aceleración al pulsar la tecla, con lo que sencillamente se reduce el volumen sonoro.

### Sordina
La sordina, que es el pedal central, exclusivo de los pianos verticales actuales (en los que sustituye al pedal tonal, con una función totalmente diferente). Al pisarlo, se interpone una tela, normalmente fieltro, entre los martillos y las cuerdas, lo que reduce enormemente el sonido y permite tocar el piano sin molestar a otras personas. El mecanismo no es del todo nuevo, pues una variante del mismo se encontraba también en algunos modelos de pianos de cola construidos a finales de siglo XVIII y principios del XIX, aunque en este caso con una función también tímbrica, de imitación a otros registros o instrumentos.
El pedal central del piano vertical es algunas veces un pedal sostenuto, es decir tiene el mismo funcionamiento que en el de cola, sin embargo no es común.
En muchos pianos verticales este pedal actúa separando los apagadores de la sección grave únicamente; esto permite crear notas largas o "pedales" de notas graves mientras que las notas medias y agudas se apagan normalmente al soltar la tecla.

### De resonancia
El pedal derecho es el de resonancia, el único que es común a los dos tipos de piano. En los verticales, su funcionamiento es exactamente el mismo.